# Podophacidium
Podophacidium is een geslacht van schimmels uit de orde Helotiales. De familie is nog niet met zekerheid bepaald (Incertae sedis). De typesoort is Podophacidium terrestre, maar deze is later hernoemd Podophacidium xanthomelum.

## Soorten
Volgens Index Fungorum telt het geslacht twee soorten (peildatum februari 2022):
| Soortnaam                                    | Auteur(s)      | Publicatiejaar |
| -------------------------------------------- | -------------- | -------------- |
| Podophacidium pulvinatum                     | Raitv. & Järv  | 1997           |
| Podophacidium xanthomelum (Linzenschoteltje) | (Pers.) Kavina | 1936           |